# رمو فرولر
رمو فرویلر (آلمانی: Remo Freuler؛ زادهٔ ۱۵ آوریل ۱۹۹۲) بازیکن فوتبال اهل سوئیس است که برای باشگاه ناتینگام فارست بازی می‌کند.
از باشگاه‌هایی که در آن بازی کرده‌است می‌توان به گراس‌هوپر، لوتسرن و آتالانتا اشاره کرد.
وی همچنین در تیم ملی فوتبال سوئیس بازی کرده‌است.